# Paul Glatzel
Paul Glatzel (* 20. Februar 2001 in Liverpool) ist ein deutsch-englischer Fußballspieler. 
Er spielt seit seiner Jugend für den FC Liverpool und ist derzeit auf Leihbasis beim Viertligisten Tranmere Rovers aktiv. Auf Nationalmannschaftsebene war Glatzel zunächst für englische Auswahlteams aktiv, bevor er sich entschied, seine Karriere in deutschen Auswahlmannschaften fortzusetzen.

## Hintergrund
Die Eltern von Paul Glatzel sind Deutsche, die aus beruflichen Gründen nach England ausgewandert waren.

## Karriere

### Verein
Paul Glatzel entstammt der Fußballschule des FC Liverpool, bei dem er sämtliche Jugendmannschaften durchlief. Bei den Reds erhielt er am 20. Februar 2019, seinem 18. Geburtstag, einen Profivertrag. Für die U18-Mannschaft des FC Liverpool kam Glatzel zu 27 Pflichtspielen und schoss dabei 21 Tore. Für die U21-Mannschaft kam er bis Sommer 2021 auch verletzungsbedingt zu lediglich 12 Pflichtspielen und schoss dabei vier Tore. Im April 2019 gewann Paul Glatzel mit dem FC Liverpool den englischen Jugendpokal. Im November 2020 nahm er am Training der von Jürgen Klopp trainierten Profimannschaft teil.
Im Juli 2021 wurde Glatzel an den Viertligisten Tranmere Rovers verliehen. Bei einem Punktspiel am 20. November 2021 gelang ihm beim 2:2 bei Bristol Rovers sein erstes Tor im Profibereich. Paul Glatzel konnte sich beim Verein aus Birkenhead, einer Nachbarstadt von Liverpool, nicht durchsetzen und absolvierte im Ligaalltag lediglich 16 Partien (vier Tore). Daraufhin folgte die Rückkehr zum „LFC“, doch kurz vor Ende des Sommertransferfensters der Saison 2022/23 wurde er erneut an Tranmere Rovers verliehen.

### Nationalmannschaft
Paul Glatzel absolvierte zwei Partien für die englische U15-Nationalmannschaft sowie drei Spiele für die englische U16-Auswahl. Später entschied er sich, für deutsche Auswahlteams zu spielen und lief dann zweimal für die deutsche U18-Nationalmannschaft auf.